# 3×3 Augen
3×3 Augen (jap.: サザンアイズ, Sazan Eyes) ist eine Manga-Serie des japanischen Zeichners Yūzō Takada. Sie wurde in zwei Anime-OVAs umgesetzt und für mehrere Videospiele adaptiert.
Das Werk lässt sich in die Genres Romantik, Abenteuer, Horror und Fantasy einordnen.

## Handlung
Im Japan der 1980er Jahre kursiert ein Gerücht über ein sagenumwobenes Volk – die Sanjiyan Unkara (三只眼 吽迦羅). Der Legende nach sollen diese dreiäugigen Wesen mit menschlicher Gestalt über das Geheimnis des ewigen Lebens und magische Kräfte verfügen. Um diese Wesen zu finden, reist der Vater von Yakumo Fuji (藤井 八雲) nach Tibet. Dort begegnet er dem Mädchen Pai (パイ), die zu jenem mythischen Volk gehört, aber unbedingt ein Mensch werden möchte. Jedoch stirbt er vor Erschöpfung, nachdem er Pai von seinem in Tokio lebenden Sohn berichtet hat. Daher reist Pai nach Japan, um sich ihren Wunsch mit Hilfe seines Sohnes erfüllen zu lassen.
Vier Jahre später erreicht Pai Japan und findet Yakumo. Sie händigt ihm einen Brief seines verstorbenen Vaters aus, in dem ihre geheimnisvolle Herkunft offenbart und Yakumo der Auftrag erteilt wird, die junge Sanjiyan zu beschützen und ihr zu helfen ein Mensch zu werden. Zunächst ist Yakumo widerwillig. Doch dann wird Pais Schutzgeist Takuhi, ein riesiges, vogelartiges Wesen mit Menschengesicht, versehentlich freigelassen und tötet in seiner Wut Yakumo. Pai kann ihn mit ihren Kräften wiederbeleben und Yakumo verspricht ihr zu helfen. Die beiden reisen nach Hongkong, um dort mehr über das Ritual zur Menschwerdung zu erfahren.
In Hongkong angekommen treffen sie in der „Gesellschaft für Dämonenabwehr“ Ling-Ling Lee. Über sie erfährt Yakumo, dass durch seine Wiederbelebung sein Leben mit dem Pais verbunden ist und er damit fast unsterblich. Doch ist er als sogenannter „Wu“ auch wie ein Sklave an sie gebunden. Als er sie damit konfrontiert, zeigt sich, dass in der sanftmütigen Pai noch eine andere, kühle und berechnende Seele eine Sanjiyan steckt. Trotz dessen will Yakumo Pai helfen. In einem Auftrag, den sie danach zusammen mit Ling-Ling-Lee annehmen, helfen die drei der reichen Huang-san, die von Geistern heimgesucht wird. Dabei verteidigen sie die in ihrem Besitz befindliche „Ningen-Statue“, die auch Pai für ihre Menschwerdung braucht. Doch wie sich herausstellt, sind auch andere Geister und Dämonen hinter der Statue her, die große Macht verleihen kann.
Wieder in Japan distanzieren sich Yakumos Freunde von ihm, als sie von seinen Fähigkeiten erfahren und vor diesen Angst bekommen. Doch bald wird eine Freundin Yakumos von einem Dämon entführt, der Pai fressen will. Sie können ihn jedoch besiegen und Yokumos Freunde entschuldigen sich danach bei ihm für ihr Verhalten. Nachdem Pai und Yakumo erneut nach Hongkong gereist sind, werden sie dort erneut mit Monstern konfrontiert. Diese wollen die Ningen-Statue in ihren Besitz bringen, um damit ihren Herrn Kaiyan Wang wiederzuerwecken. Dieser ist wie Pai ein Sanjiyan, jedoch wurde er von deren Gemeinschaft verbannt als er versuchte die Welt zu erobern. Nachdem dieser Versuch seiner Wiedererweckung mit Hilfe von Ling-Ling Lee und Huang-san vereitelt wurde, zieht Pai allein in ihre Heimat, um Kaiyan Wang endgültig zu töten. Yakumo reist ihr hinterher, um ihr zu helfen.
Jedoch kommt es in Hongkong zu einem Unfall und Pai verliert ihr Gedächtnis – ihre Sanjiyan-Seele wird versiegelt. Sie wird von einem japanischen Paar aufgenommen und lebt als normale Oberschülerin weiter. Doch eines Tages wird sie wieder von Monstern angegriffen, die hinter ihren Kräften her sind, und auch Yakumo kehrt zurück. In den Kämpfen wird die Sanjiyan in ihr wieder erweckt. Diese richtet zunächst viel Schaden an, ehe sie befriedet werden kann. Doch Pais Erinnerungen kehren nicht zurück – zusammen mit Yakumo will sie ihr verlorenes Gedächtnis nun zurückerlangen.

## Entstehung
Der Titel der Serie, 3×3 Augen, entstand dadurch, dass der Autor Yuzo Takada zunächst drei Sanjiyan in der Serie auftreten lassen wollte. Darauf sollte der Titel verweisen. Es ist in der japanischen Aussprache Sazan Eyes auch ein Wortspiel mit sazan, das sowohl „drei mal drei“ als auch das englische „southern“ (dt. „südlich“) bedeuten kann, und Anspielung auf die Musikgruppe Southern All Stars. Der Begriff „Wu“, mit dem die Diener der Sanjiyan bezeichnet werden, nimmt Bezug auf den Begriff aus der chinesischen und japanischen Philosophie.

## Veröffentlichung
3×3 Augen wurde in Japan in Einzelkapiteln veröffentlicht, zuerst vom 14. Dezember 1987 bis zum 10. April 1989 im Manga-Magazin Young Magazine Pirate Edition des Kodansha-Verlags. Anschließend wurde die Serie wegen des großen Erfolgs in das in größerer Auflage erscheinende wöchentlichen Young Magazine des gleichen Verlags verlegt und erschien darin vom 24. April 1989 bis Oktober 2002. Diese Einzelkapitel wurden auch in 40 Sammelbänden (Tankōbon) zusammengefasst.
Der Manga erschien ab März 1995 in den Vereinigten Staaten bei Dark Horse Comics, in Korea bei Young Movie Comics und auf Französisch wurde die Reihe von Pika Edition herausgebracht. In Spanien erschien der Manga bei Planeta DeAgostini Comics, wurde jedoch abgebrochen, und in Italien bei Editions Star Comics.
Auf Deutsch wurde die Reihe erstmals 1997 von Carlsen Comics veröffentlicht. Nach dem Vorbild der amerikanischen Alben wurden die Seiten auf westliche Leserichtung gespiegelt und zwei Kapitel pro Band veröffentlicht. Es wurden nur fünf Hefte veröffentlicht. Von Mai 2002 bis Juni 2006 erschienen bei Carlsen Comics alle 40 Bände von 3×3 Augen in der japanischen Fassung. Die Übersetzung der ersten Veröffentlichung stammt von Joachim Kaps. Der Manga hat in Deutschland eine Altersempfehlung von ab 12 Jahren.

## Anime
1991 produzierte das Studio Toei Animation unter der Regie von Daisuke Nishio und Kazuhisa Takenōchi eine vierteilige Anime-OVA mit dem Titel Sazan Eyes zum Manga. Die Handlung basiert auf den ersten beiden Bänden des Mangas. Das Charakterdesign stammt von Kouichi Arai und die künstlerische Leitung übernahmen Junichi Taniguchi und Toshikatzu Sanuki. Die vier Folgen haben jeweils 30 Minuten und wurden von Juni 1991 bis Februar 1992 in Japan veröffentlicht.
1995 folgten weitere drei Folgen, die vom Studio Junio produziert wurde. Regie führten Kazuhisa Takenōchi und Kiyoko Sayama, das Charakter-Design entwarf Tetsuya Kumagai und künstlerischer Leiter waren Hiroshi Kato und Yusuke Takeda. Die OVA mit dem Titel Sazan Eyes: Seima Densetsu wurde von März 1995 bis März 1996 in Japan veröffentlicht.
Die Musik aller sieben Folgen wurde komponiert von Kaoru Wada und gespielt von der Takada Band.
Beide Animes erschienen bei Manga Entertainment und Orion auf Englisch, bei Kaze auf Französisch und bei Granata Press beziehungsweise Polygram Video auf Italienisch. Die erste OVA von den englischen Sendern Encore Action und G4TechTV Canada ausgestrahlt, die zweite OVA nur von Encore Action.
In Deutschland wurde der Anime als siebenteilige Serie unter dem Titel 3×3 Augen von Anime-Virtual auf zwei DVDs veröffentlicht.

### Synchronisation
| Rolle         | Japanischer Sprecher (Seiyū) |
| ------------- | ---------------------------- |
| Yakumo Fujī   | Kouji Tsujitani              |
| Pai Ayanokōji | Megumi Hayashibara           |
| Ling-ling Li  | Ai Orikasa                   |
| Shunkai       | Toshiko Fujita               |

## Spiele
Basierend auf dem Manga wurden ab 1990 sieben Spiele veröffentlicht, für PC Engine, Super Famicon, Mega-CD, PC-9801, FM Towns, MS Windows, PlayStation und Sega Saturn.

## Hörspiel
Zur Serie wurden in Japan mehrere Hörspiele veröffentlicht.

## Rezeption
Der Manga gewann 1993 den Kodansha-Manga-Preis in der Kategorie Shōnen.
Der Manga biete, so die Animerica, schon wegen der fantastischen Monster und Begebenheiten spannende Lektüre. Den größten Reiz der Serie machten aber die Hauptfiguren aus, die mit dem eigentlich sehr durchschnittlichen Typen Yakumo und der zwiespältigen Pai ungewöhnlich besetzt seien. Die mythologischen Themen würden unterstützt von Takadas detailreicher Darstellung der chinesischen und tibetanischen Artefakte und Kostüme.
Im Complete Anime Guide loben die Autoren die Verfilmung für ihre gelungene Atmosphäre, die durch das Zusammenspiel einer kontrastreichen, Film-noir-ähnlichen Darstellung und Figuren in einer unheimlichen Welt, in der Monster hinter jeder Ecke lauern, entstehe. Grundthema sei die Suche nach Erlangung oder Wiedererlangung der Menschlichkeit. In der Anime Encyclopedia wird der Anime als „Mischung von Schatzsuche-Elementen von Indiana Jones und mythisch angehauchtem Buddy-Film“ bezeichnet. Besonders interessant seien dabei die beiden untypischen Hauptfiguren Yakumo und Pai. Die deutsche Fanzeitschrift Funime schreibt, der Anime sei sehr blutig, doch damit könne sich der Zuschauer mit der Zeit abfinden. Die Zeichenqualität sei hoch.